# Fort de Victoria Chica
El Fort de Victoria Chica és un fort del segle xviii  situat en la zona de la Galleda, Avinguda Càndid Lobera en el Quart Recinte Fortificat de Melilla la Vella, a la ciutat espanyola de Melilla, i que forma part del Conjunt Històric Artístic de la Ciutat de Melilla, un Bé d'Interès Cultural.

## Història
El 19 de novembre de 1734 mitjançant una planificada acció per sorpresa i aprofitant que en aquest moment estava desguarnecido, es pren el Turó de la Galleda, situat en la rodalia de les muralles i des del qual es podia assetjar a Melilla amb foc de fuselleria i artilleria per la seva altura. Aquest mateix dia es va construir una fortificació provisional amb fustes i entre 1735 i 1736 es va realitzar la primera construcció del fort en mampoestería i que seria l'inici de totes les obres que protegien l'anomenada Altura de la Galleda. En 1778 es van reformar els murs, el cordó i es van reconstruir les garitas, les banquetas i els guardacabezas.
El 19 de novembre de 1734 es construeix una fortificació triangular, reconstruïda en maçoneria a l'any següent, comptant amb forma triangular.En 1773 es plánea derrocar, però després del Lloc de Melilla de 1774-1775 és reconstruït i ampliat en 1778 segons projecte de l'enginyer Juan Caballero. El 28 de juny de 2019 es va iniciar la seva restauració. i el 5 de febrer de 2021 s'inauguren les obres, amb al presència del ministre de Transports, Mobilitat i Agenda Urbana José Luis Ábalos en representació del ministre de Foment

## Descripció
És un fort de planta rectangular construït en pedra de la zona per als murs i maó massís per als arcs i les voltes, que està compost per una bateria a la qual s'accedeix des d'una rampa i unes voltes subterrànies.